# پوپولیسم دست چپی
پوپولیسم دست چپی  یا چپ‌گرایانه، به نوعی از پوپولیسم اشاره دارد که عمدتاً بر ایده‌های عدالت اجتماعی، برابری اقتصادی و حمایت از طبقات کارگر و محروم جامعه تمرکز دارد. این نوع پوپولیسم به ویژه در کشورهایی با نابرابری‌های شدید اقتصادی و اجتماعی ظهور می‌کند و اغلب به دنبال مقابله با نخبگان اقتصادی و سیاسی است که به عنوان عاملان اصلی بی‌عدالتی‌ها معرفی می‌شوند. 
رهبران و جنبش‌های پوپولیستی دست چپی معمولاً با گفتمانی ضد نخبگان به صحنه می‌آیند و خود را نمایندگان واقعی مردم عادی می‌دانند. آن‌ها معمولاً وعده اصلاحات رادیکال اقتصادی مانند ملی‌سازی صنایع، افزایش مالیات بر ثروتمندان، و توزیع عادلانه‌تر ثروت را می‌دهند. این نوع پوپولیسم در آمریکای لاتین با ظهور رهبرانی مانند هوگو چاوز در ونزوئلا و اوو مورالس در بولیوی برجسته شده است. این رهبران تلاش کردند تا با ملی‌سازی منابع و گسترش برنامه‌های اجتماعی، بی‌عدالتی‌های موجود را کاهش دهند.
اگرچه حامیان این نوع پوپولیسم بر ضرورت مقابله با نابرابری‌ها تأکید دارند، منتقدان هشدار می‌دهند که این رویکرد می‌تواند به تمرکز قدرت و کاهش دموکراسی منجر شود. به عبارت دیگر، اثرات پوپولیسم دست چپی بسته به نحوه اجرای سیاست‌های آن و شرایط سیاسی و اقتصادی موجود در هر کشور متفاوت است.